# Namur (provincie)
Provincie Namur (nizozemsky Namen, valonsky Nameur) je jedna z 10 belgických provincií. Nachází se ve Valonském regionu a sousedí na západě s provincií Henegavsko, na severu s provincií Valonský Brabant, na severovýchodě s provincií Lutych, na východě s provincií Lucembursko a na jihu s Francií (departement Ardensko). Rozloha provincie činí 3666 km² a počet obyvatel je 458 574 (údaj z 1. ledna 2006).

## Administrativní uspořádání
Provincie Namur je rozdělena na 3 okresy (francouzsky arrondissements) a zahrnuje 38 obcí. Jejím správním centrem je město Namur, které je zároveň hlavním městem Valonska a sídlem valonské vlády a parlamentu.
| Arrondissement              | Arrondissement Dinant | Arrondissement Namur | Arrondissement Philippeville                                                        |
| Poloha                      | | |                                                                                     |
| Počet obyvatel (1. 1. 2006) | 103 118 | 292 318 | 63 138                                                                              |
| Rozloha (km²)               | 1592,42 | 1164,85 | 908,74                                                                              |
| Obce                        | - Anhée - Beauraing - Bièvre - Ciney - Dinant - Gedinne - Hamois - Hastière - Havelange - Houyet - Onhaye - Rochefort - Somme-Leuze - Vresse-sur-Semois - Yvoir | - Andenne - Assesse - Eghezée - Fernelmont - Floreffe - Fosses-la-Ville - Gembloux - Gesves - Jemeppe-sur-Sambre - La Bruyère - Mettet - Namur - Ohey - Profondeville - Sambreville - Sombreffe | - Cerfontaine - Couvin - Doische - Florennes - Philippeville - Viroinval - Walcourt |